# Rius Nadia
Els rius Nadia és un grup de branques del Ganges que corren principalment pel districte de Nadia i el districte de Murshidabad a Bengala Occidental, i s'uneixen per formar el riu Hugli. Aquestes branques són: el Bhagirathi, Jalangi, Bhairab, Matabhanga i Churni.